# برنس عابدي
برنس عابدي (بالإنجليزية: Prince Abedi)‏ هو لاعب كرة قدم نيجيري في مركز الهجوم، ولد في 21 أغسطس 1984 في بورت هاركورت في نيجيريا. لعب مع نادي الأنصار ونادي التضامن ونادي السلام زغرتا.

## وصلات خارجية
- برنس عابدي على موقع قاعدة بيانات كرة القدم.إي يو (الإنجليزية)
- برنس عابدي على موقع Soccerway.com (الإنجليزية)